# Жиделы
Жиделы (каз. Жиделі, до 199? г. — Ордынка) — аул в Куршимском районе Восточно-Казахстанской области Казахстана. Входит в состав Бурановского сельского округа. Код КАТО — 635243300.

## Население
В 1999 году население аула составляло 401 человек (205 мужчин и 196 женщин). По данным переписи 2009 года, в ауле проживало 327 человек (159 мужчин и 168 женщин).